# Tricentrogyna cubitata
Tricentrogyna cubitata là một loài bướm đêm trong họ Geometridae.